# بولدیون
بولدیون (به انگلیسی: Boldione) با فرمول شیمیایی C۱۹H۲۴O۲ یک ترکیب شیمیایی با شناسه پاب‌کم ۱۳۴۷۲ است. که جرم مولی آن ۲۸۴٫۳۹ g/mol می‌باشد.